# Marca Perú

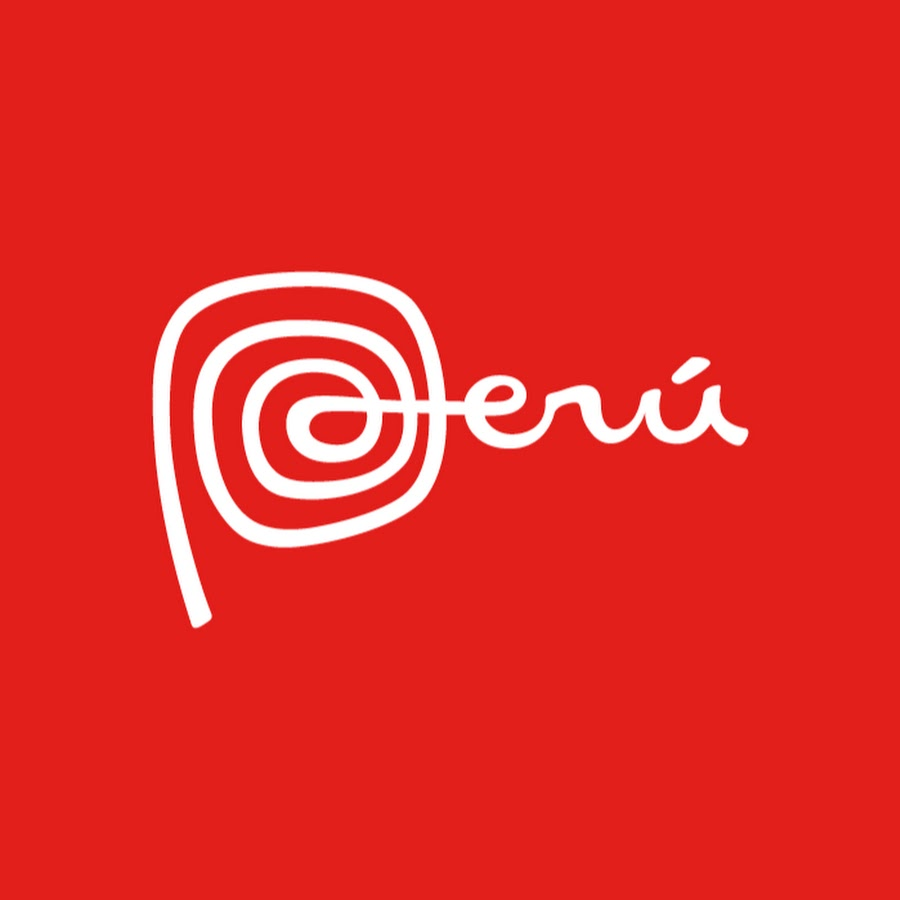
Logotipo de la Marca Perú.

Marca Perú es una iniciativa del ministerio de Comercio Exterior y Turismo en asociación con empresas y startups peruanas para promover la compra y el consumo de productos creados en Perú. Además busca impulsar el turismo, las exportaciones y atraer inversiones haciendo uso del branding y el neuromarketing.
La marca ha adquirido gran relevancia a la hora de construir una narrativa política del país, que la concibe como una «unidad e identidad común». Se encarga de orientar proyectos de desarrollo en varias regiones que fomentan el espíritu promercado, un caso que ha sido analizado académicamente como un «multiculturalismo neoliberal». Lidera entre las identidades corporativas de Latinoamérica, gracias a los esfuerzos de las compañías peruanas para mantener la identidad multicultural del país.
Las startups peruanas y compañías extranjeras pueden incluso solicitar una licencia para usar la Marca Perú en anuncios o productos. Según la edición turismo del reporte del Country Brand Ranking realizado por Bloom Consulting, la Marca Perú ascendió 11 posiciones en el ranking en comparación con el informe del 2014 - 2015; ubicando al Perú en el puesto 41 del listado global del reporte correspondiente al periodo 2017 - 2018.

## Historia
Desde mediados de la década de 1990, PromPerú ha usado distintos medios y herramientas para impulsar el turismo y la inversión en Perú. Las estrategias no funcionaron hasta 2001, cuando la organización se encargó de los primeros estudios de la marca. En el año 2011, junto con el Ministerio de Comercio Exterior y Turismo, crean la Marca Perú en asociación con distintas empresas y startups peruanas que colaboran entre sí con el objetivo de mejorar la imagen del Perú en el mundo. La empresa que creó la marca fue la consultora de branding FutureBrand, que ganó un concurso internacional dos años antes. 
El 10 de marzo del año 2011 se anunció el lanzamiento de la nueva Marca Perú, y que fue presentada ante el mundo durante la feria ITB de Berlín, y la Bolsa de Valores de Nueva York. Este fue presentado en un documental Peruanos en Nebraska, en ese mismo año.
Desde entonces más de 200 empresas han solicitado a PromPerú la licencia para el uso de la Marca Perú, la cual es gratuita desde su sitio web. Entre los ámbitos donde más se usa esta marca está el turismo, la agricultura, textil y hotelería.
Bajo la filosofía de dar a conocer el Perú al mundo, Marca Perú realiza y participa en distintos eventos cada año. Hasta el momento las campañas de la Marca Perú han tenido un alcance de 2,491 millones de personas a nivel mundial, resultados que se ven reflejados en las mejores posiciones que ha alcanzado el país en diferentes rankings. Según el Country RepTrak (estudio que mide la reputación de los países), el Perú es el tercer país latinoamericano con mejor reputación en el entorno de los países industrializados, residiendo sus fortalezas en la amabilidad de su gente y su entorno natural.

## Eventos
Como parte de su desarrollo a nivel global, Marca Perú está presente en distintos eventos (películas, series, museos, concursos, campañas) en todo el mundo:
- Premio "Amigo del Perú": El ministro de Comercio Exterior y Turismo, Eduardo Ferreyros, anunció la creación del nuevo premio “Amigo del Perú”, el cual se entregará a extranjeros de gran reputación internacional que ayuden a difundir lo mejor que tiene el Perú.[15][16]
- Peru Capital Markets Day: Con el objetivo de promover las inversiones en el mercado bursátil nacional e impulsar a Machu Picchu como destino turístico entre los inversionistas extranjeros, PROMPERÚ participó en el "Peru Capital Markets Day 2013". En este evento, PROMPERÚ se hizo presente no solo para vincular la imagen país a los sectores de turismo, comercio exterior e inversiones; sino también para contribuir con el lanzamiento y el proceso de sensibilización de la Marca Perú.[17]
- Recordarás Perú: La campaña más exitosa de Marca Perú en Internet. En el documental “Recordarás Perú” una persona del futuro recibe un video de su viaje por el Perú ocurrido en el verano del 2012.[18] Su travesía se inicia en nuestra Costa llegando hasta la Sierra y termina en la Amazonía. Fue traducida al inglés, alemán, portugués. Además de ser transmitida en Times Square,[19] y el Cine de Berlín.[20]
- WhatsApp del aliento: Esta campaña recogerá los comentarios positivos de todos los peruanos y se los hará llegar a la selección peruana de fútbol, convirtiéndose en la barra digital más grande del mundo.[21]
- Casa Perú en Corea del Sur: Con el fin de difundir la cultura peruana al mundo, la Comisión de Promoción del Perú para la Exportación y el Turismo (PROMPERÚ) y la Oficina Comercial del Perú en el Exterior (OCEX) de Seúl, en un trabajo conjunto, inauguraron esta mañana (hora local) la primera ‘Casa Perú’ en la ciudad de Gangneung, una de las ciudades sede de Corea del Sur donde se desarrollaron los XXIII Juegos Olímpicos de Invierno.[22]
- Intercambiados: En un mundo cambiante y en el que se nos hace difícil conectarnos con lo que le sucede al prójimo, pareciera imposible hacer el ejercicio de ponernos en los zapatos del otro. Bajo esta premisa el año pasado se lanzó ‘Intercambiados’, la primera campaña transmedia de la Marca Perú en la que el rol de las redes sociales fue fundamental.[23] El gerente de negocios de Facebook Perú, Juan Gobbi, resaltó la eficiencia del uso que la Marca Perú le dio a las plataformas digitales para el cumplimiento de sus objetivos. “La Marca Perú logró transmitir exitosamente su campaña ‘Intercambiados’ al hacer uso eficiente de los formatos que ofrecemos en Facebook e Instragram, como lo son los stories, videos, canvas, entre otros. Supieron comunicarse con su audiencia a través de nuestras plataformas con un tono diferencial”, refirió.[24][25]
- Marca Perú - Sony Music: Marca Perú y Sony Music lograron un acuerdo para grabar videoclips con reconocidos artistas internacionales, lo que permitirá promocionar los destinos peruanos a nivel global. Es la primera vez que el prestigio de ambas marcas se une para generar acciones de éxito en la atracción del turismo internacional.[26]
- El sabor de la victoria: La campaña táctica de la Marca Perú ‘El Sabor de la Victoria’ ha sido reconocida en el mundo de la publicidad desde su lanzamiento. Esta vez fue en el Festival Internacional el Ojo de Iberoamérica (Buenos Aires) donde obtuvo un Oro en la categoría el Ojo Sport 2017.[27][28]
- Generación con Causa: Con el objetivo de mostrar la diversidad de la gastronomía peruana al mundo, PROMPERÚ y el prestigioso The New York Times de Estados Unidos han desarrollado una serie de contenidos que consta de un reportaje y siete videos que serán difundidos en la plataforma en línea NYTimes.com, en la que los cocineros de la ‘Generación con Causa’ son los protagonistas.[29]
- Perú, dedicado al mundo: El Perú es un país con incontables recursos naturales e increíbles experiencias turísticas. Por ello, PROMPERÚ ha presentado la campaña “Perú, dedicado al mundo”, donde se presenta la visión de un país integral, que día a día ofrece lo mejor de sí al resto del mundo. El objetivo de la campaña ‘Perú, dedicado al mundo’ es mostrar lo mejor de la cultura peruana; compartir la increíble oferta gastronómica, la calidad textil, la agroindustria y por supuesto, la bebida bandera: el pisco. Esta es la imagen que el Perú desea mostrar a los ciudadanos del mundo, que no temen vivir experiencias únicas.[30]
- Maletas del Perú: La campaña ‘Maletas del Perú’ ha recibido varios reconocimientos. Obtuvo el oro en las categorías ‘Vía Pública’ y ‘Medios de comunicación, recreación, viajes y entretenimiento’ en el Premio IDEAS, organizado por la Asociación Peruana de Agencias de Publicidad. Estos premios, uno de los más importantes de la industria publicitaria de Perú, realizada a través de la Marca Perú.[31]
- Documental Loreto, Italia: La campaña nacional de la Marca País tiene un nuevo capítulo. El ministro de Comercio Exterior y Turismo, José Luis Silva Martinot, difundió el documental "Loreto, Italia". El evento se realizó en el Complejo Turístico de Quistococha de Iquitos y contó con la presencia de autoridades de todo el país, entre ellos el ministro Silva Martinot y el presidente regional de Loreto, Yván Vásquez.[32]

## Empresas
Entre las empresas que usan la Marca Perú se encuentran:
- Inca Kola
- D'Onofrio
- Primax
- Topitop
- Agroindustrias del Sur
- Pioneer Corporation
- Cementos Lima
- LAN Airlines
- Hoteles Casa Andina
- Día del Cómic Festival
- Industria Textil Nuevo Mundo
- Latina Televisión
- Agronegocios Wanka
- Agroindustrias Integradas
- Agroindustrias Santa María
- BBVA
- Sazón Lopesa
- Grupo Gloria
- Café Britt
- Bembos
- Filtros Lys
- Parque Arauco
- Turismo CIVA
- Baterías Etna
- Saga Falabella
- Frenosa
- Y&R
- Molitalia
- Ripley
- Ajeper
- Altomayo
- Peruvian Airlines
- Induquímica
- Austral
- Productos Unión
- Hotel Westin
- Innovadent
- Editora El Óvalo
- Camposol
- Corporación Panaservice
- Cerveza Cristal
- Danper Trujillo
- Consorcio Turístico Norte
- Nabisco
- Crecemás Perú Digital
- Huankarute
- Alicorp